# One World (album)
One world – debiutancki album studyjny brytyjskiego duetu dance, Uniting Nations wydany w listopadzie 2005 roku. Na płycie znajduje się dwadzieścia utworów, w tym kilka w formie a cappella.

## Lista utworów
1. „Out of Touch”
2. „You and Me”
3. „She's Special”
4. „Music in Me”
5. „Tonight (In The City)”
6. „Ai No Corrida”
7. „Loving you”
8. „Feels Like Heaven”
9. „Make Love”
10. „We're Gonna Make It”
11. „Destiny”
12. „Blues and Twos”
13. „Out of Touch (I Love You So Much Extended Version)”
14. „Music in Me (Accapella)”
15. „Tonight (In The City) (Accapella)”
16. „Loving You (Accapella)”
17. „Feels Like Heaven (Accapella)”
18. „Make Love (Accapella)”
19. Drum Sample
20. Funky Guitar Sample